# Les Subversifs
Pour plus de détails, voir Fiche technique et Distribution.
Les Subversifs (titre original : I sovversivi) est un film italien réalisé par Paolo Taviani et Vittorio Taviani en 1967.

## Synopsis
Le film se déroule à Rome, en août 1964. À l’occasion des obsèques de Palmiro Togliatti, l’un des membres fondateurs du Parti communiste italien, un jeune diplômé de philosophie, un réalisateur de télévision, une homosexuelle et un exilé vénézuélien révisent leur engagement politique en mettant leurs actes en phase avec leur idéal militant.

## Fiche technique
- Titre français : Les Subversifs
- Titre original italien : I sovversivi
- Réalisation : Paolo Taviani et Vittorio Taviani
- Sujet et scénario : Paolo et Vittorio Taviani
- Photographie : Gianni Narzisi, Giuseppe Ruzzolini
- Décors : Luciano Pinelli
- Costumes : Lina Nerli Taviani
- Montage : Franco Taviani
- Musique : Giovanni Fusco
- Production : Giuliani G. De Negri pour Ager Film
- Durée : 110 minutes
- Sortie : septembre 1967 en  Italie
- Présenté dans le cadre de la Mostra de Venise 1967
- Pays d'origine :  Italie

## Distribution
- Maria Cumani Quasimodo : Mère de Ludovico
- Lucio Dalla : Ermanno
- Ferruccio De Ceresa : Ludovico
- Fabienne Fabre : Giovanna
- Lidija Juracik : Paola
- Barbara Pilavin : Mère de Ermanno
- Marija Tocinoski : Giulia
- Raffaele Triggia : Père de Ermanno
- Giorgio Arlorio : Sebastiano
- Giulio Brogi : Ettore
- Pier Paolo Capponi : Muzio
- Fédor Chaliapine fils